# Dust (álbum de Tremonti)
Dust es el tercer álbum de la banda de heavy metal estadounidense Tremonti.  Fue grabado en las mismas sesiones que el anterior álbum de la banda, Cauterize. Como los dos anteriores trabajos, fue producido nuevamente por Michael Baskette. El disco llegó al puesto 34 en el Billboard 200 de Estados Unidos.
El estilo de Dust es una mezcla de speed metal contundente, thrash y post-grunge.

## Lista de temas
Todas las canciones escritas y compuestas por Mark Tremonti. 
| N.º | Título              | Duración |  |
| 1.  | «My Last Mistake»   | 4:30     |  |
| 2.  | «The Cage»          | 3:35     |  |
| 3.  | «Once Dead»         | 3:06     |  |
| 4.  | «Dust»              | 5:22     |  |
| 5.  | «Betray Me»         | 4:05     |  |
| 6.  | «Tore My Heart Out» | 5:08     |  |
| 7.  | «Catching Fire»     | 4:41     |  |
| 8.  | «Never Wrong»       | 4:42     |  |
| 9.  | «Rising Storm»      | 3:18     |  |
| 10. | «Unable to See»     | 4:57     |  |

## Créditos

### Músicos
- Mark Tremonti - Voz principal, guitarra solista
- Eric Friedman - Guitarra rítmica, co-guitarra solista en "Once Dead", coros.
- Wolfgang Van Halen - Bajo, coros.
- Garrett Whitlock - Batería

### Producción
- Michael "Elvis" Baskette - Producción
- Jef Moll - Ingeniero de sonido
- Ted Jensen - Masterización